# 寒霞渓ロープウェイ

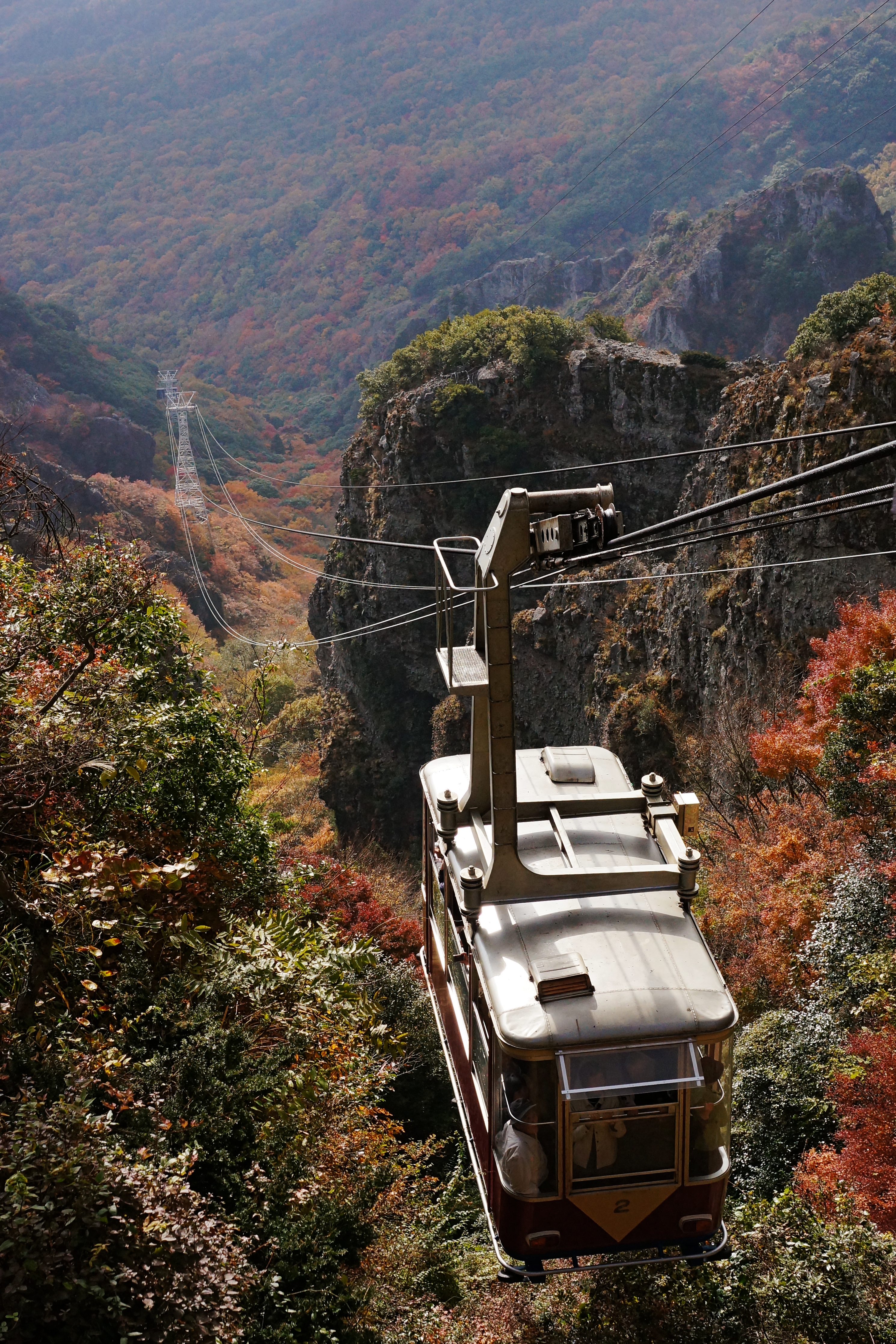
寒霞渓山頂駅直下

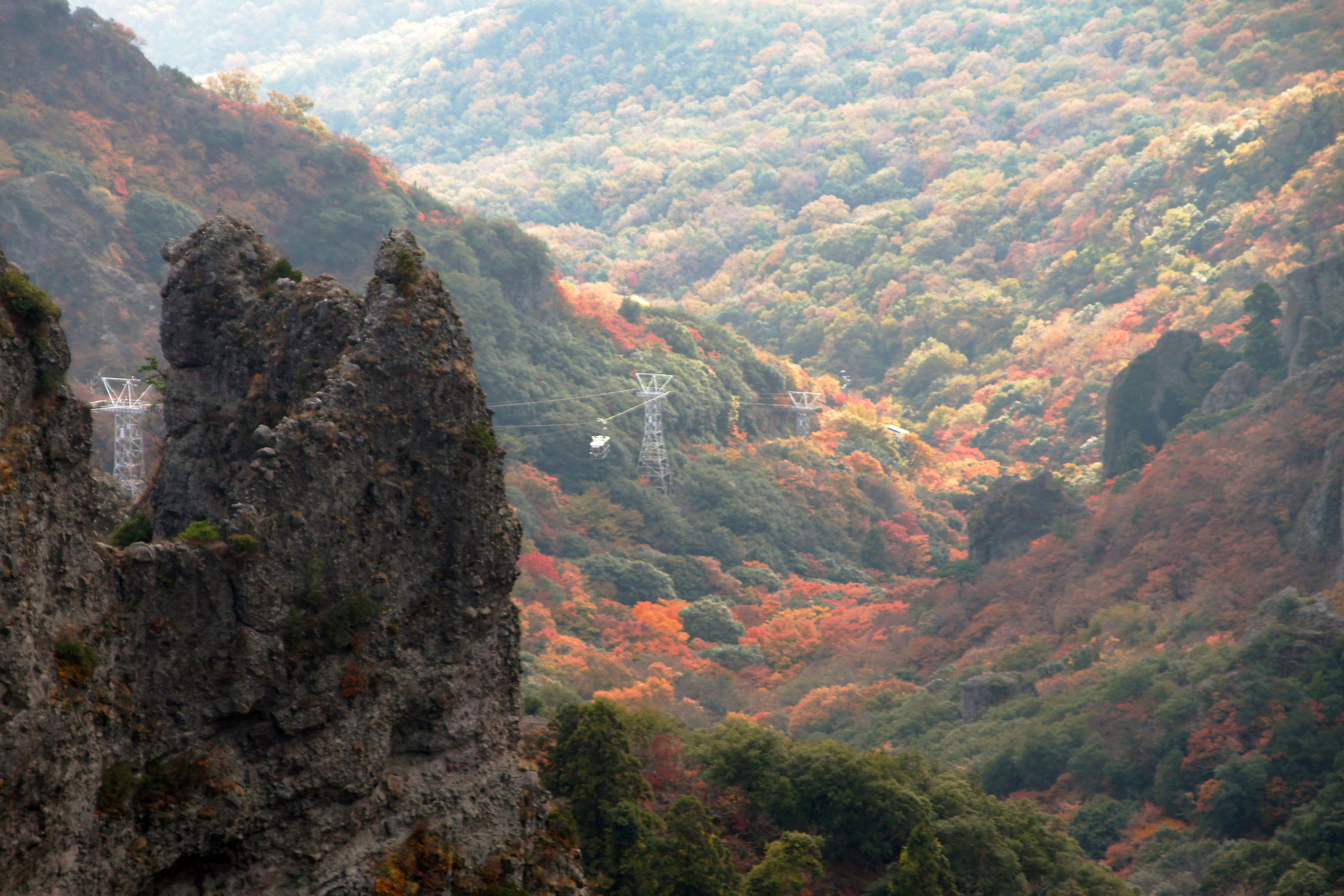
鷹取展望台近くから望む中間地点

寒霞渓ロープウェイ（かんかけいロープウェイ）は、香川県小豆郡小豆島町にある索道である。小豆島総合開発が経営する。日本三大奇景である名勝寒霞渓の景色を堪能できる。

## 路線データ
- 全長 : 917m
- 高低差 : 312m
- 走行方式 : 3線交走式
- 定員 : 40人
- 運転時分 : 約5分
- 駅数 : 2駅

## 駅一覧
こううん駅（紅雲亭）（北緯34度30分30.8秒 東経134度17分47.1秒 / 北緯34.508556度 東経134.296417度） - 山頂駅（北緯34度30分56.3秒 東経134度18分2.3秒 / 北緯34.515639度 東経134.300639度座標: 北緯34度30分56.3秒 東経134度18分2.3秒 / 北緯34.515639度 東経134.300639度）

## 接続路線
- こううん駅（紅雲亭）
  - 小豆島オリーブバス - 土曜、日曜、祝日および紅葉シーズンの毎日に池田港との間で運行
  - 乗合タクシー - 小豆島町が、草壁港との間で運行。

## 歴史
- 1963年（昭和38年）4月3日： 開通。
- 2015年（平成27年）7月9日：新型搬器の運行開始[1]